# Humarata
L'Humarata, ou cerro Humarata, est — avec l'Acotango et le cerro Capurata — l'un des trois stratovolcans formant le groupe connu sous le nom de Nevados de Quimsachata et situés à la frontière entre la Bolivie et le Chili.
L'Humurata s'élève à une altitude de 5 717 mètres. Il est situé dans la région d'Arica et Parinacota (province de Parinacota) au Chili et dans le département d'Oruro (province de Sajama) en Bolivie.

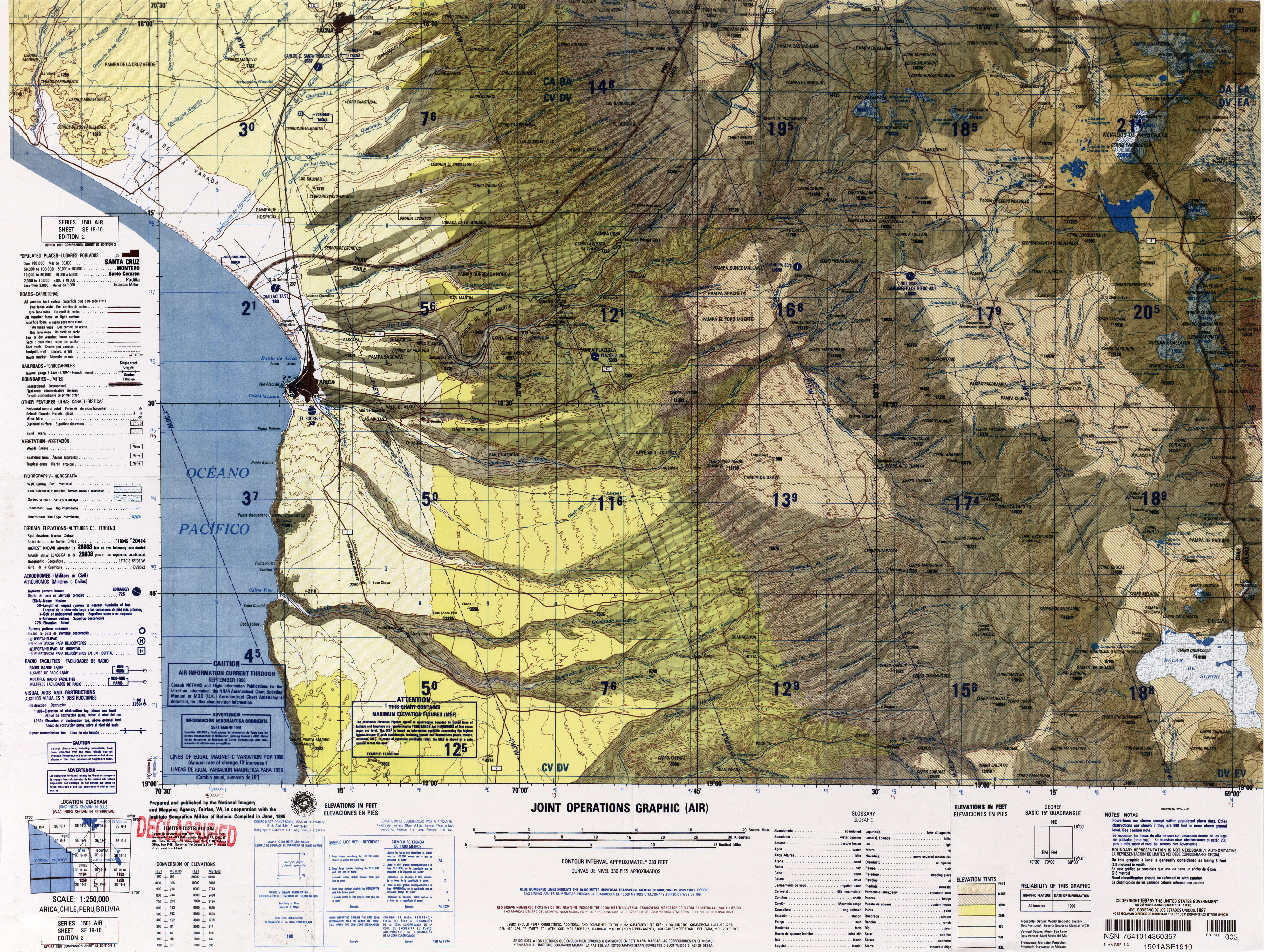
Carte topographique montrant la localisation de l'Humurata à la frontière entre la Bolivie et le Chili (à droite).